# Stunde Null
Der Begriff Stunde Null wurde auf den 8. Mai 1945 und den frühesten Abschnitt der unmittelbaren Nachkriegszeit in Deutschland und Österreich angewandt. Er bezieht sich auf die bedingungslose Kapitulation der Wehrmacht und den vollständigen Zusammenbruch des NS-Staates und impliziert die Chance zu einem voraussetzungslosen Neuanfang.

## Begriff
Der Ausdruck Stunde Null stammt ursprünglich aus der Planungssprache von Organisationen, klassisch des Militärs. Er bezeichnet allgemein die ausschlaggebende Uhrzeit, zu der eine neuartige Ereigniskette abzulaufen beginnt. Ein Manöverbefehl könnte entsprechend lauten: „Abmarsch um 04:15. Erreichen des Punktes P in null plus 3 Stunden.“ Der Begriff wurde für die deutsche Nachkriegszeit erstmals mit Bezug auf die Literaturgeschichte gebraucht; wann er genau auftauchte, ist nicht mehr zu ermitteln. Die Metapher lässt sich in Umgangssprache und Journalismus der Zeit nachweisen. Im Unterschied zu der später in der Deutschen Demokratischen Republik verbreiteten Formel vom Tag der Befreiung ist Stunde Null stärker mit Niederlage, Katastrophe und Hoffnungslosigkeit konnotiert. Der Titel von Roberto Rossellinis Film von 1948 Deutschland im Jahre Null hat vermutlich die Verbreitung des Ausdrucks gefördert.

## Wissenschaftlicher Diskurs
Mit dem Schlagwort Stunde Null wird gemeint, dass die bedingungslose Kapitulation der Wehrmacht, die damit einhergehende Zerschlagung des NS-Staates und großflächige Zerstörung von Städten, Wirtschaftsbetrieben und Infrastruktur einen radikalen und vollständigen Umbruch der deutschen Gesellschaft mit sich gebracht hätte, sodass es keine Kontinuitäten zwischen der Bundesrepublik Deutschland und ihren Vorgängerstaaten gegeben hätte. Durch den Verlust der Selbstbestimmung des deutschen Volkes unter der Militärbesatzung ab 1945 habe auch die (alte) deutsche Gesellschaft aufgehört zu existieren, ihre alten Werte seien damals sämtlich als widerlegt empfunden worden. So habe eine Tabula-rasa-Situation geherrscht, von der ab „alles“ habe neu entwickelt werden müssen. Verschiedene Autoren kritisierten, dass diese Chance zum Neubeginn von null in den Jahren der Besatzung und der Ära Adenauer nicht genutzt worden sei: Stattdessen seien in einer Epoche der Restauration die kapitalistischen Verhältnisse, die zum Faschismus geführt hätten, oder ein für die erste Jahrhunderthälfte charakteristisches „frömmelndes Christentum“ wiederhergestellt worden.
Dieser These ist weithin widersprochen worden. So sprach Bundespräsident Richard von Weizsäcker am 8. Mai 1985 davon, dass es keine „Stunde Null“ gegeben habe, sondern lediglich einen „Neubeginn“. Die Mentalität der deutschen Gesellschaft habe sich nur langsam und nur teilweise innovativ geändert. Wie der Kulturhistoriker Bernd Hüppauf betont, gab es auch in der Literaturgeschichte keine Stunde Null. Zwar betonten viele deutsche Schriftsteller das angeblich radikal Neue ihres Schreibens in der Trümmerliteratur nach 1945, doch überwögen auch hier noch die Gemeinsamkeiten mit den Jahren davor gegenüber den Unterschieden. Statt des absoluten Begriffes Stunde Null solle man daher besser differenziert von Kontinuitäten und Wandel schreiben. Laut der Philosophin Steffi Hobuß diente der „Mythos ‚Stunde Null‘“ dazu, die Kontinuität der Funktionseliten von der NS-Zeit in die Bundesrepublik zu verschleiern: Das Täterkollektiv habe damit so tun wollen, „als sei nun alles anders“. Was genau damit gemeint war, sei zudem nie recht klar geworden, denn der Begriff werde sowohl auf den einen Tag des Kriegsendes als auch auf die Jahre 1945–1949 insgesamt angewandt. Hans Braun, Uta Gerhardt und Everhard Holtmann beschreiben in dem von ihnen herausgegebenen Sammelband diese vierjährige Besatzungszeit in Westdeutschland als „lange Stunde Null“, in der unter Lenkung vor allem der amerikanischen Militärregierung die Transformation der deutschen Gesellschaft von einer nationalsozialistisch geprägten hin zu einer demokratischen Gesellschaft gelungen sei.
Richard von Weizsäcker vertritt in einer teilweise autobiographischen Studie aus dem Jahr 2001 die Meinung, es habe nicht eine, sondern drei Stunden null gegeben: erstens 1949 mit der Gründung von Bundesrepublik und DDR, dann 1969 mit der sozialliberalen Koalition und dem Beginn der neuen Ostpolitik, und schließlich 1989 mit dem Ende des Kalten Krieges.
Viele Historiker und Politikwissenschaftler bestreiten, dass es überhaupt eine Stunde Null gab: Ulrich von Alemann bezeichnet die Aussage als einen Gemeinplatz, macht aber eine Einschränkung, was das Parteiensystem betrifft, das bei Kriegsende tatsächlich nicht existierte. Rudolf Morsey betont in Anlehnung an den Wirtschaftshistoriker Werner Abelshauser, dass der damit konnotierte totale Zusammenbruch nicht stattgefunden habe – die „Substanz des deutschen Anlagevermögens“ überstand vielmehr den Krieg weitgehend unbeschadet. Nach Wolfgang Schieder blieb in Westdeutschland „sehr viel mehr vom Erbe des Nationalsozialismus erhalten, als sich das viele vorgestellt hatten“. Dies sei der reale Kern der Debatte um Restauration oder Neubeginn, die seit den 1960er Jahren geführt wurde. Henning Köhler will den Begriff allenfalls als Beschreibung für die winzige Zeitspanne zwischen Abmarsch der Wehrmacht und Einrücken der alliierten Truppen gelten lassen. Auch Heinrich August Winkler glaubt nicht an eine Stunde Null, konzediert aber, dass der Begriff das „Empfinden der Zeitgenossen“, deren Gegenwart chaotisch, deren Zukunft ungewiss war, genau treffe. Michael Gehler findet die mit der Formel verknüpfte Hoffnung der Zeitgenossen, „die Vergangenheit vergessen und mit der Bewältigung der gegenwärtigen Aufgaben ‚bei null‘ anfangen zu können“, problematisch und verweist auf die bundesdeutsche Auseinandersetzung mit der NS-Vergangenheit, die erst in den 1960er und 1970er Jahren eingesetzt habe.